# Windegg (Stubaier Alpen)
Das Windegg, häufig auch Fotscher Windegg, ist ein 2577 m ü. A. hoher Berg in den Stubaier Alpen in Tirol. 
Das Windegg ist der nördlichste markante Gipfel im Kamm, der das westlich gelegene Lüsenstal vom östlich gelegenen Fotschertal trennt. Der Gipfel ist von diesen beiden Tälern aus unschwierig erreichbar. Die Anstiege führen unter anderem über die nordöstlich des Gipfels gelegene Seigesalm 1872 m oder über die Juifenalm 2022 m, die südwestlich auf Lüsener Seite liegt. Im Winter zählt das Windegg zu den klassischen Skitourenzielen im Großraum von Innsbruck.